# NGC 6340
NGC 6340 is een spiraalvormig sterrenstelsel in het sterrenbeeld Draak. Het hemelobject werd op 6 juni 1788 ontdekt door de Engelse astronoom William Herschel.

## Synoniemen
- UGC 10762
- MCG 12-16-23
- ZWG 339.31
- PGC 59742